# Cine-i de vină? (film)
Cine-i de vină? (titlul original: în ucraineană Повія, transliterat: Povia, în traducere „Deșănțata”; în rusă Гулящая, transliterat: Guleașciaia) este un film dramatic sovietic, din RSS Ukraineană, realizat în 1961 de regizorul Ivan Kavaleridze, după romanul „Deșănțata” din anul 1883 al scriitorului Panas Mirnîi, protagoniști fiind actorii Liudmila Gurcenko și Margarita Gladunko.

## Rezumat
O poveste despre soarta tragică a unei fete ucrainene de la țară, Hristina. Îndrăgostită de fiul unui bogătaș din sat, acesta prin ipocrizie și înșelăciune, a trimis-o la oraș și a forțat-o să se angajeze la prietenul său, negustorul Zagnibeda. Acesta, interesat de Hristina, își ucide soția și dându-i cincizeci de ruble fetei pentru tăcere, o trimite înapoi în satul ei. Curând Hristina este acuzată de complicitate la crimă, dar deși vinovăția ei nu a fost dovedită, toate încercările ei de a obține un loc de muncă au fost în zadar. Între timp, mama ei moare. La scurt timp, la piață, Hristina o întâlnește pe consăteana ei Marina, care a început mai demult să lucreze în oraș și îi dă câteva sfaturi. Astfel Hristina este angajată ca servitoare, de către Anton Rubeț. 
În casa noului proprietar, ea se îndrăgostește de un chiriaș care o seduce. După ce a văzut-o pe Hristina ieșind noaptea din camera chiriașului, gazda geloasă, o alungă din casă. După această întâmplare, întregul oraș află despre rușinea Hristinei și nu mai poate obține nicăieri un loc de muncă. Cafeneaua „Șantan” a devenit adăpostul nefericitei femei, unde împreună cu prietena ei Marina, trebuia să distreze clienții. 
Total dezamăgită, Hristina se decide să se întoarcă în satul ei dar nenorocirile și cruzimea oamenilor i-au afectat sănătatea. Ajunsă în sat pe un viscol cumplit, bate la prima casă să ceară adăpost, dar este refuzată...

## Distribuție
- Liudmila Gurcenko – Hristina
- Margarita Gladunko – Marina, colega Hristinei
- Nikolai Kozlenko – Luka Dovbnia; violonistul beat, îndrăgostit de Marina
- Vasili Vekșin – Grigori Poțenko, chiriaș, vecinul la oraș al Hristinei
- Nikolai Pișvanov – Grițko Suprujenko
- Pavel Șkrioba – Kolesnik
- Stepan Șkurat – Kirilo, slugă pe moșia Kolesnik
- Gheorghi Babenko – Anton Rubeț, al doilea proprietar al Hristinei
- N. Markina – Pistina Ivanovna, soția lui Rubeț
- Aleksandr Gumburg – Knîș
- Piotr Mihenvici – Zagnibeda, fost funcționar din sat
- Vera Rodionova – Priska, mama Hristinei
- Anna Nikolaeva – Maria, bucătăreasa celor doi proprietariai lui Hresti
- Leonid Dancișin – Fiodor, fiul unui țăran bogat
- Liudmila Tatiancik – Gorpina
- Taisia Litvinenko – rol episodic (nemenționat)
- Ivan Matveev – groparul
- Aleksei Bîkov – președintele
- Anatoli Grinevici – căpitanul Seleznev
- Aleksandra Sokolova – Olena, soția lui Zagnibeda